# Tsholofelo Thipe
Tsholofelo Thipe (* 12. September 1986 in Rustenburg als Tsholofelo Selemela) ist eine ehemalige südafrikanische Sprinterin, die sich auf die 400-Meter-Distanz spezialisiert hat.

## Sportliche Laufbahn
Erste internationale Erfahrungen sammelte Tsholofelo Thipe im Jahr 2006, als sie bei den Commonwealth Games in Melbourne mit der südafrikanischen 4-mal-400-Meter-Staffel disqualifiziert wurde. Im Jahr darauf schied sie bei den Afrikaspielen in Algier mit 52,91 s im Halbfinale über 400 Meter aus und gewann mit der Staffel in 3:33,62 min gemeinsam mit Estie Wittstock, Amanda Kotze und Tihanna Vorster die Silbermedaille hinter dem Team aus Nigeria. 2008 belegte sie bei den Afrikameisterschaften in Addis Abeba in 51,49 s den vierten Platz über 400 Meter und gewann mit der 4-mal-100-Meter-Staffel in 44,28 s gemeinsam mit Isabel Le Roux, Christine Ras und Geraldine Pillay hinter den Teams aus  Nigeria und Ghana. Anschließend schied sie bei den Olympischen Sommerspielen in Peking mit 54,11 s in der ersten Runde aus. 2012 belegte sie bei den Afrikameisterschaften in Porto-Novo in 23,66 s den vierten Platz im 200-Meter-Lauf und über 400 Meter gelangte sie mit 52,26 s auf Rang sechs. Zudem belegte sie mit der 4-mal-100-Meter-Staffel in 45,56 s den vierten Platz, wie auch mit der 4-mal-400-Meter-Staffel in 3:33,21 min. 2016 nahm sie über 400 Meter erneut an den Olympischen Sommerspielen in Rio de Janeiro teil und schied dort mit 52,80 s in der ersten Runde aus. 2018 bestritt sie ihre letzten offiziellen Wettkämpfe und beendete daraufhin ihre aktive sportliche Karriere im Alter von 31 Jahren.
In den Jahren 2008 und 2009 wurde Thipe südafrikanische Meisterin im 400-Meter-Lauf sowie 2009 und 2012 über 100 Meter.

## Persönliche Bestzeiten
- 100 Meter: 11,36 s (−0,7 m/s), 14. März 2009 in Stellenbosch
- 200 Meter: 22,89 s (0,0 m/s), 24. März 2012 in Potchefstroom
- 400 Meter: 51,13 s, 14. März 2009 in Stellenbosch